# 이희규
이희규(李熙圭, 1955년 3월 18일 ~ )는 대한민국의 정치인이다. 제16대 국회의원이다.

## 학력
- 이천고등학교 졸업
- 단국대학교 사학 학사
- 연세대학교 행정대학원 국제관계안보 석사
- 롱아일랜드 대학교 대학원 정치학 석사

## 경력
- 제16대 국회의원(새천년민주당)
- 국회 운영위원회 위원
- 국회 건설교통위원회 위원
- 국회 공적자금국정조사특별위원회 위원
- 국회 건설교통위원회 법안심사 소위원회 위원장
- 새누리당 국책자문위원
- 새누리당 여의도 연구원 정책자문위원
- 대한민국헌정회 정책연구실장
- 대한민국헌정회 미래전략특별위원회 위원장

## 역대 선거 결과
| 실시년도 | 선거   | 대수 | 직책     | 선거구      | 정당         | 득표수   | 득표율          | 순위 | 당락 | 비고 |
| -------- | ------ | ---- | -------- | ----------- | ------------ | -------- | --------------- | ---- | ---- | ---- |
| 2000년   | 총선   | 16대 | 국회의원 | 경기 이천시 | 새천년민주당 | 30,322표 | \| \| 44.75% \| | 1위  |      | 초선 |
|          | 44.75% |      |          |             |              |          |                 |      |      |      |